# 囊鰓鰻屬
囊鰓鰻科（学名：Saccopharyngidae），為輻鰭魚綱囊鰓鰻目的一科，多分布（發現個體）於大西洋（其他海域也有適合的棲息地點，因此也可能棲息於其他海域）。已知生活的水域深度約 1800 公尺 至 3000 左右。其屬名是以 sacco（拉丁文：袋，也作 saccus）+ pharynx（希臘文：喉頭，原文 φάρυγξ）構成，即“袋狀喉嚨”之意。

## 辨識特徵
本科魚類身體狹長，沒有鱗片和鰾，有側線但無側線孔，吻短，上頷較長。舌固定，上下頷齒細長，多列，無鋤骨。鰓孔靠近吻部後端，鰓被架骨無，一對白線或溝緊鄰於背鰭下方，並就延伸而下，體色為黑色。最大可以成長到 2 公尺長。

## 分類學
囊鰓鰻科下僅有囊鰓鰻屬（囊咽魚屬）一屬：
- 囊鰓鰻（Saccopharynx ampullaceus），又稱囊咽魚。
- 伯氏囊鰓鰻（Saccopharynx berteli）
- 哈氏囊鰓鰻（Saccopharynx harrisoni）
- 約氏囊鰓鰻（Saccopharynx hjorti）
- 拉文囊鰓鰻（Saccopharynx lavenbergi）
- 少椎囊鰓鰻（Saccopharynx paucovertebratis）
- 枝囊鰓鰻（Saccopharynx ramosus）
- 施氏囊鰓鰻（Saccopharynx schmidti）
- 海囊鰓鰻（Saccopharynx thalassa）
- 三葉囊鰓鰻（Saccopharynx trilobatus）